# مايك شابالا
مايك شابالا (بالإنجليزية: Mike Chabala)‏ (24 مايو 1984 بفريسنو في الولايات المتحدة - ) هو لاعب كرة قدم أمريكي في مركز الدفاع. لعب مع دي.سي. يونايتد وهيوستن دينامو وبورتلاند تمبرز وPortland Timbers (2001–2010) ‏ وFresno FC U-23 ‏ وYakima Reds ‏ وAustin Aztex FC ‏.

## وصلات خارجية
- مايك شابالا على موقع الدوري الأمريكي (الإنجليزية)
- مايك شابالا على موقع قاعدة بيانات كرة القدم.إي يو (الإنجليزية)